# كيم هان-وون
كيم هان-وون (هانغل: 김한원) هو لاعب كرة قدم كوري جنوبي في مركز الهجوم، ولد في 6 أغسطس 1981 في كوريا الجنوبية. لعب مع إنتشون يونايتد وجونبك هيونداي موتورز.

## وصلات خارجية
- كيم هان-وون على موقع دوري كوريا الجنوبية (الإنجليزية)
- كيم هان-وون على موقع قاعدة بيانات كرة القدم.إي يو (الإنجليزية)
- كيم هان-وون على موقع Soccerway.com (الإنجليزية)